# Бычанский сельсовет
Быча́нский сельсове́т — упразднённая административно-территориальная единица, входившая в состав Дмитровского уезда Орловской губернии, а затем — Дмитровского района Центрально-Чернозёмной области.
Административным центром была деревня Бычки.

## История
Образован в первые годы советской власти. По состоянию на 1926 год входил в состав Лубянской волости Дмитровского уезда Орловской губернии. С 1928 года в составе Дмитровского района. Упразднён в первой половине 1930-х годов путём присоединения к Соломинскому сельсовету.

## Населённые пункты
По состоянию на 1926 год в состав сельсовета входило 7 населённых пунктов:
| № | Населённый пункт | Тип населённого пункта |
| - | ---------------- | ---------------------- |
| 1 | Бычки 1-е и 2-е  | деревня, адм. центр    |
| 2 | Александровский  | посёлок                |
| 3 | Афанасьевский    | посёлок                |
| 4 | Васюнина         | хутор                  |
| 5 | Долгое           | группа хуторов         |
| 6 | Кузьминка        | деревня                |
| 7 | Май              | посёлок                |